# Eleições autárquicas de 2013 em Santa Maria da Feira
As eleições autárquicas de 2013, no concelho de Santa Maria da Feira, serviram para eleger os diferentes órgãos do poder local autárquico.
O Partido Social Democrata, liderado por Emídio Sousa, venceu as eleições, obtendo 44,5% dos votos e, assim, mantendo o domínio nesta autarquia, tradicionalmente, social-democrata.

## Resultados Oficiais
Os resultados nas eleições autárquicas de 2013 no concelho de Santa Maria da Feira para os diferentes órgãos do poder local foram os seguintes:

### Câmara Municipal
| Partido                 | Partido                        | Votos   | %               | +/-  | Vereadores | +/-     |
| ----------------------- | ------------------------------ | ------- | --------------- | ---- | ---------- | ------- |
|                         | Partido Social Democrata       | 31 019  | 44,52 / 100,00  | 3,55 | 6 / 11     | Estável |
|                         | Partido Socialista             | 24 565  | 35,26 / 100,00  | 5,36 | 5 / 11     | Estável |
|                         | Coligação Democrática Unitária | 2 955   | 4,24 / 100,00   | 1,72 | 0 / 11     | Estável |
|                         | Bloco de Esquerda              | 2 792   | 4,01 / 100,00   | 1,42 | 0 / 11     | Estável |
|                         | CDS – Partido Popular          | 2 675   | 3,84 / 100,00   | 0,34 | 0 / 11     | Estável |
| Votos Inválidos         | Votos Inválidos                | 5 661   | 8,13 / 100,00   | 5,42 |            |         |
| Total                   | Total                          | 69 667  | 100,00 / 100,00 |      | 11 / 11    |         |
| Eleitorado/Participação | Eleitorado/Participação        | 125 741 | 55,41 / 100,00  | 9,61 |            |         |

### Assembleia Municipal
| Partido                 | Partido                        | Votos   | %               | +/-  | Mandatos | +/-     |
| ----------------------- | ------------------------------ | ------- | --------------- | ---- | -------- | ------- |
|                         | Partido Social Democrata       | 29 261  | 42,00 / 100,00  | 3,84 | 16 / 33  | Estável |
|                         | Partido Socialista             | 24 635  | 35,36 / 100,00  | 4,31 | 14 / 33  | Estável |
|                         | Coligação Democrática Unitária | 3 407   | 4,89 / 100,00   | 1,73 | 1 / 33   | Estável |
|                         | Bloco de Esquerda              | 3 165   | 4,54 / 100,00   | 0,91 | 1 / 33   | Estável |
|                         | CDS – Partido Popular          | 3 127   | 4,49 / 100,00   | 0,08 | 1 / 33   | Estável |
| Votos Inválidos         | Votos Inválidos                | 6 069   | 8,71 / 100,00   | 5,59 |          |         |
| Total                   | Total                          | 69 664  | 100,00 / 100,00 |      | 33 / 33  |         |
| Eleitorado/Participação | Eleitorado/Participação        | 125 741 | 55,40 / 100,00  | 9,61 |          |         |

### Juntas de Freguesia
| Partido                 | Partido                        | Votos   | %               | +/-  | Presidentes | Mandatos  | +/-     |
| ----------------------- | ------------------------------ | ------- | --------------- | ---- | ----------- | --------- | ------- |
|                         | Partido Social Democrata       | 28 776  | 41,31 / 100,00  | 6,27 | 15 / 21     | 114 / 229 | 51      |
|                         | Partido Socialista             | 23 279  | 33,42 / 100,00  | 2,36 | 5 / 21      | 88 / 229  | 34      |
|                         | Grupo de Cidadãos              | 3 949   | 5,67 / 100,00   | 0,54 | 1 / 21      | 12 / 229  | 2       |
|                         | CDS – Partido Popular          | 3 560   | 5,11 / 100,00   | 1,63 | 0 / 21      | 8 / 229   | 2       |
|                         | Coligação Democrática Unitária | 2 701   | 3,88 / 100,00   | 1,21 | 0 / 21      | 2 / 229   | Estável |
|                         | Bloco de Esquerda              | 1 592   | 2,29 / 100,00   | 0,63 | 0 / 21      | 0 / 229   | Estável |
|                         | Partido da Nova Democracia     | 855     | 1,23 / 100,00   | 0,49 | 0 / 21      | 5 / 229   | 3       |
| Votos Inválidos         | Votos Inválidos                | 4 944   | 7,10 / 100,00   | 4,12 |             |           |         |
| Total                   | Total                          | 69 656  | 100,00 / 100,00 |      | 21 / 21     | 229 / 229 | 86      |
| Eleitorado/Participação | Eleitorado/Participação        | 125 741 | 55,40 / 100,00  | 9,62 |             |           |         |

## Resultados por Freguesia

### Câmara Municipal
| Freguesia                       | %     | %     | %     | %    | %    | Votantes |
| Freguesia                       | PSD   | PS    | CDU   | BE   | CDS  | Votantes |
| ------------------------------- | ----- | ----- | ----- | ---- | ---- | -------- |
| Argoncilhe                      | 48,33 | 31,67 | 3,77  | 3,73 | 4,29 | 4 455    |
| Arrifana                        | 35,27 | 38,51 | 5,10  | 5,20 | 5,99 | 2 903    |
| Caldas de São Jorge e Pigeiros  | 43,33 | 38,71 | 4,36  | 2,27 | 3,87 | 2 250    |
| Canedo, Vale e Vila Maior       | 58,37 | 23,90 | 2,83  | 2,92 | 3,82 | 4 314    |
| Escapães                        | 43,92 | 40,27 | 2,98  | 4,01 | 1,64 | 1 644    |
| Fiães                           | 55,57 | 27,49 | 5,01  | 3,34 | 1,96 | 4 132    |
| Fornos                          | 43,78 | 32,65 | 10,73 | 3,60 | 2,68 | 1 752    |
| Lobão, Gião, Louredo e Guisande | 46,52 | 33,85 | 2,76  | 3,26 | 5,79 | 4 972    |
| Lourosa                         | 48,54 | 32,89 | 2,97  | 4,23 | 4,14 | 4 442    |
| Milheirós de Poiares            | 32,31 | 52,73 | 2,71  | 2,56 | 1,40 | 1 993    |
| Mozelos                         | 39,50 | 38,08 | 4,62  | 4,82 | 4,30 | 3 676    |
| Nogueira da Regedoura           | 38,21 | 41,95 | 3,50  | 4,30 | 4,87 | 2 999    |
| Paços de Brandão                | 47,14 | 26,14 | 4,44  | 5,22 | 8,26 | 2 567    |
| Rio Meão                        | 59,97 | 25,64 | 3,49  | 2,18 | 2,22 | 2 753    |
| Romariz                         | 43,47 | 41,83 | 1,76  | 2,20 | 2,39 | 1 592    |
| Sanguedo                        | 48,64 | 37,49 | 2,93  | 2,52 | 2,31 | 1 947    |
| Santa Maria da Feira            | 38,78 | 38,58 | 4,13  | 5,38 | 2,89 | 8 208    |
| Santa Maria de Lamas            | 43,90 | 37,50 | 5,09  | 4,00 | 2,33 | 2 827    |
| São João de Ver                 | 41,91 | 36,25 | 4,35  | 6,16 | 3,28 | 4 786    |
| São Miguel do Souto e Mosteirô  | 35,35 | 40,47 | 3,80  | 2,91 | 7,45 | 3 262    |
| São Paio de Oleiros             | 35,11 | 39,03 | 12,18 | 4,61 | 1,82 | 2 193    |
| Santa Maria da Feira            | 44,52 | 35,26 | 4,24  | 4,01 | 3,84 | 69 667   |

#### Argoncilhe
| Partido                 | Partido                        | Votos | %               | +/-  |
| ----------------------- | ------------------------------ | ----- | --------------- | ---- |
|                         | Partido Social Democrata       | 2 153 | 48,33 / 100,00  | 0,62 |
|                         | Partido Socialista             | 1 411 | 31,67 / 100,00  | 9,40 |
|                         | CDS – Partido Popular          | 191   | 4,29 / 100,00   | 0,01 |
|                         | Coligação Democrática Unitária | 168   | 3,77 / 100,00   | 1,66 |
|                         | Bloco de Esquerda              | 166   | 3,73 / 100,00   | 1,54 |
| Votos Inválidos         | Votos Inválidos                | 366   | 8,21 / 100,00   | 5,59 |
| Total                   | Total                          | 4 455 | 100,00 / 100,00 |      |
| Eleitorado/Participação | Eleitorado/Participação        | 7 505 | 59,36 / 100,00  | 8,02 |

#### Arrifana
| Partido                 | Partido                        | Votos | %               | +/-   |
| ----------------------- | ------------------------------ | ----- | --------------- | ----- |
|                         | Partido Socialista             | 1 118 | 38,51 / 100,00  | 5,23  |
|                         | Partido Social Democrata       | 1 024 | 35,27 / 100,00  | 7,67  |
|                         | CDS – Partido Popular          | 174   | 5,99 / 100,00   | 0,39  |
|                         | Bloco de Esquerda              | 151   | 5,20 / 100,00   | 2,69  |
|                         | Coligação Democrática Unitária | 148   | 5,10 / 100,00   | 2,59  |
| Votos Inválidos         | Votos Inválidos                | 288   | 9,92 / 100,00   | 7,24  |
| Total                   | Total                          | 2 903 | 100,00 / 100,00 |       |
| Eleitorado/Participação | Eleitorado/Participação        | 5 765 | 50,36 / 100,00  | 10,89 |

#### Caldas de São Jorge e Pigeiros
| Partido                 | Partido                        | Votos | %               | +/-  |
| ----------------------- | ------------------------------ | ----- | --------------- | ---- |
|                         | Partido Social Democrata       | 975   | 43,33 / 100,00  | 4,35 |
|                         | Partido Socialista             | 871   | 38,71 / 100,00  | 8,23 |
|                         | Coligação Democrática Unitária | 98    | 4,36 / 100,00   | 1,22 |
|                         | CDS – Partido Popular          | 87    | 3,87 / 100,00   | 1,38 |
|                         | Bloco de Esquerda              | 51    | 2,27 / 100,00   | 0,52 |
| Votos Inválidos         | Votos Inválidos                | 168   | 7,47 / 100,00   | 4,53 |
| Total                   | Total                          | 2 250 | 100,00 / 100,00 |      |
| Eleitorado/Participação | Eleitorado/Participação        | 3 694 | 60,91 / 100,00  | 6,53 |

#### Canedo, Vale e Vila Maior
| Partido                 | Partido                        | Votos | %               | +/-   |
| ----------------------- | ------------------------------ | ----- | --------------- | ----- |
|                         | Partido Social Democrata       | 2 518 | 58,37 / 100,00  | 4,49  |
|                         | Partido Socialista             | 1 031 | 23,90 / 100,00  | 12,68 |
|                         | CDS – Partido Popular          | 165   | 3,82 / 100,00   | 0,13  |
|                         | Bloco de Esquerda              | 126   | 2,92 / 100,00   | 1,08  |
|                         | Coligação Democrática Unitária | 122   | 2,83 / 100,00   | 1,42  |
| Votos Inválidos         | Votos Inválidos                | 352   | 8,16 / 100,00   | 5,56  |
| Total                   | Total                          | 4 314 | 100,00 / 100,00 |       |
| Eleitorado/Participação | Eleitorado/Participação        | 9 070 | 47,56 / 100,00  | 12,80 |

#### Escapães
| Partido                 | Partido                        | Votos | %               | +/-   |
| ----------------------- | ------------------------------ | ----- | --------------- | ----- |
|                         | Partido Social Democrata       | 722   | 43,92 / 100,00  | 20,68 |
|                         | Partido Socialista             | 662   | 40,27 / 100,00  | 13,75 |
|                         | Bloco de Esquerda              | 66    | 4,01 / 100,00   | 2,03  |
|                         | Coligação Democrática Unitária | 49    | 2,98 / 100,00   | 1,00  |
|                         | CDS – Partido Popular          | 27    | 1,64 / 100,00   | 0,39  |
| Votos Inválidos         | Votos Inválidos                | 118   | 7,17 / 100,00   | 4,28  |
| Total                   | Total                          | 1 644 | 100,00 / 100,00 |       |
| Eleitorado/Participação | Eleitorado/Participação        | 2 980 | 55,17 / 100,00  | 10,63 |

#### Fiães
| Partido                 | Partido                        | Votos | %               | +/-  |
| ----------------------- | ------------------------------ | ----- | --------------- | ---- |
|                         | Partido Social Democrata       | 2 296 | 55,57 / 100,00  | 4,83 |
|                         | Partido Socialista             | 1 136 | 27,49 / 100,00  | 7,93 |
|                         | Coligação Democrática Unitária | 207   | 5,01 / 100,00   | 1,67 |
|                         | Bloco de Esquerda              | 138   | 3,34 / 100,00   | 0,31 |
|                         | CDS – Partido Popular          | 81    | 1,96 / 100,00   | 2,15 |
| Votos Inválidos         | Votos Inválidos                | 274   | 6,63 / 100,00   | 3,28 |
| Total                   | Total                          | 4 132 | 100,00 / 100,00 |      |
| Eleitorado/Participação | Eleitorado/Participação        | 7 210 | 57,31 / 100,00  | 5,32 |

#### Fornos
| Partido                 | Partido                        | Votos | %               | +/-  |
| ----------------------- | ------------------------------ | ----- | --------------- | ---- |
|                         | Partido Social Democrata       | 767   | 43,78 / 100,00  | 8,31 |
|                         | Partido Socialista             | 572   | 32,65 / 100,00  | 1,85 |
|                         | Coligação Democrática Unitária | 188   | 10,73 / 100,00  | 3,74 |
|                         | Bloco de Esquerda              | 63    | 3,60 / 100,00   | 1,97 |
|                         | CDS – Partido Popular          | 47    | 2,68 / 100,00   | 0,43 |
| Votos Inválidos         | Votos Inválidos                | 115   | 6,57 / 100,00   | 4,03 |
| Total                   | Total                          | 1 752 | 100,00 / 100,00 |      |
| Eleitorado/Participação | Eleitorado/Participação        | 2 948 | 59,43 / 100,00  | 6,79 |

#### Lobão, Gião, Louredo e Guisande
| Partido                 | Partido                        | Votos | %               | +/-   |
| ----------------------- | ------------------------------ | ----- | --------------- | ----- |
|                         | Partido Social Democrata       | 2 313 | 46,52 / 100,00  | 4,39  |
|                         | Partido Socialista             | 1 683 | 33,85 / 100,00  | 5,28  |
|                         | CDS – Partido Popular          | 288   | 5,79 / 100,00   | 1,69  |
|                         | Bloco de Esquerda              | 162   | 3,26 / 100,00   | 1,23  |
|                         | Coligação Democrática Unitária | 137   | 2,76 / 100,00   | 1,27  |
| Votos Inválidos         | Votos Inválidos                | 389   | 7,83 / 100,00   | 5,49  |
| Total                   | Total                          | 4 972 | 100,00 / 100,00 |       |
| Eleitorado/Participação | Eleitorado/Participação        | 9 733 | 51,08 / 100,00  | 13,24 |

#### Lourosa
| Partido                 | Partido                        | Votos | %               | +/-  |
| ----------------------- | ------------------------------ | ----- | --------------- | ---- |
|                         | Partido Social Democrata       | 2 156 | 48,54 / 100,00  | 3,20 |
|                         | Partido Socialista             | 1 461 | 32,89 / 100,00  | 4,64 |
|                         | Bloco de Esquerda              | 188   | 4,23 / 100,00   | 1,09 |
|                         | CDS – Partido Popular          | 184   | 4,14 / 100,00   | 1,16 |
|                         | Coligação Democrática Unitária | 132   | 2,97 / 100,00   | 1,14 |
| Votos Inválidos         | Votos Inválidos                | 321   | 7,23 / 100,00   | 4,45 |
| Total                   | Total                          | 4 442 | 100,00 / 100,00 |      |
| Eleitorado/Participação | Eleitorado/Participação        | 8 037 | 55,27 / 100,00  | 6,10 |

#### Milheirós de Poiares
| Partido                 | Partido                        | Votos | %               | +/-   |
| ----------------------- | ------------------------------ | ----- | --------------- | ----- |
|                         | Partido Socialista             | 1 051 | 52,73 / 100,00  | 4,44  |
|                         | Partido Social Democrata       | 644   | 32,31 / 100,00  | 10,93 |
|                         | Coligação Democrática Unitária | 54    | 2,71 / 100,00   | 1,14  |
|                         | Bloco de Esquerda              | 51    | 2,56 / 100,00   | 0,89  |
|                         | CDS – Partido Popular          | 28    | 1,40 / 100,00   | 0,50  |
| Votos Inválidos         | Votos Inválidos                | 165   | 8,28 / 100,00   | 4,95  |
| Total                   | Total                          | 1 993 | 100,00 / 100,00 |       |
| Eleitorado/Participação | Eleitorado/Participação        | 3 303 | 60,34 / 100,00  | 5,82  |

#### Mozelos
| Partido                 | Partido                        | Votos | %               | +/-  |
| ----------------------- | ------------------------------ | ----- | --------------- | ---- |
|                         | Partido Social Democrata       | 1 452 | 39,50 / 100,00  | 5,38 |
|                         | Partido Socialista             | 1 400 | 38,08 / 100,00  | 5,65 |
|                         | Bloco de Esquerda              | 177   | 4,82 / 100,00   | 2,24 |
|                         | Coligação Democrática Unitária | 170   | 4,62 / 100,00   | 2,26 |
|                         | CDS – Partido Popular          | 158   | 4,30 / 100,00   | 0,24 |
| Votos Inválidos         | Votos Inválidos                | 319   | 8,68 / 100,00   | 6,29 |
| Total                   | Total                          | 3 676 | 100,00 / 100,00 |      |
| Eleitorado/Participação | Eleitorado/Participação        | 6 224 | 59,06 / 100,00  | 9,24 |

#### Nogueira da Regedoura
| Partido                 | Partido                        | Votos | %               | +/-  |
| ----------------------- | ------------------------------ | ----- | --------------- | ---- |
|                         | Partido Socialista             | 1 258 | 41,95 / 100,00  | 4,09 |
|                         | Partido Social Democrata       | 1 146 | 38,21 / 100,00  | 5,37 |
|                         | CDS – Partido Popular          | 146   | 4,87 / 100,00   | 1,72 |
|                         | Bloco de Esquerda              | 129   | 4,30 / 100,00   | 2,29 |
|                         | Coligação Democrática Unitária | 105   | 3,50 / 100,00   | 1,30 |
| Votos Inválidos         | Votos Inválidos                | 215   | 7,17 / 100,00   | 4,15 |
| Total                   | Total                          | 2 999 | 100,00 / 100,00 |      |
| Eleitorado/Participação | Eleitorado/Participação        | 4 931 | 60,82 / 100,00  | 8,51 |

#### Paços de Brandão
| Partido                 | Partido                        | Votos | %               | +/-   |
| ----------------------- | ------------------------------ | ----- | --------------- | ----- |
|                         | Partido Social Democrata       | 1 210 | 47,14 / 100,00  | 5,23  |
|                         | Partido Socialista             | 671   | 26,14 / 100,00  | 9,46  |
|                         | CDS – Partido Popular          | 212   | 8,26 / 100,00   | 3,46  |
|                         | Bloco de Esquerda              | 134   | 5,22 / 100,00   | 2,48  |
|                         | Coligação Democrática Unitária | 114   | 4,44 / 100,00   | 2,67  |
| Votos Inválidos         | Votos Inválidos                | 226   | 8,80 / 100,00   | 6,09  |
| Total                   | Total                          | 2 567 | 100,00 / 100,00 |       |
| Eleitorado/Participação | Eleitorado/Participação        | 4 362 | 58,85 / 100,00  | 12,39 |

#### Rio Meão
| Partido                 | Partido                        | Votos | %               | +/-   |
| ----------------------- | ------------------------------ | ----- | --------------- | ----- |
|                         | Partido Social Democrata       | 1 651 | 59,97 / 100,00  | 6,79  |
|                         | Partido Socialista             | 706   | 25,64 / 100,00  | 13,92 |
|                         | Coligação Democrática Unitária | 96    | 3,49 / 100,00   | 1,68  |
|                         | CDS – Partido Popular          | 61    | 2,22 / 100,00   | 0,17  |
|                         | Bloco de Esquerda              | 60    | 2,18 / 100,00   | 0,53  |
| Votos Inválidos         | Votos Inválidos                | 179   | 6,50 / 100,00   | 5,08  |
| Total                   | Total                          | 2 753 | 100,00 / 100,00 |       |
| Eleitorado/Participação | Eleitorado/Participação        | 4 454 | 61,81 / 100,00  | 9,01  |

#### Romariz
| Partido                 | Partido                        | Votos | %               | +/-  |
| ----------------------- | ------------------------------ | ----- | --------------- | ---- |
|                         | Partido Social Democrata       | 692   | 43,47 / 100,00  | 7,02 |
|                         | Partido Socialista             | 666   | 41,83 / 100,00  | 0,96 |
|                         | CDS – Partido Popular          | 38    | 2,39 / 100,00   | 1,05 |
|                         | Bloco de Esquerda              | 35    | 2,20 / 100,00   | 1,00 |
|                         | Coligação Democrática Unitária | 28    | 1,76 / 100,00   | 0,39 |
| Votos Inválidos         | Votos Inválidos                | 133   | 8,35 / 100,00   | 5,73 |
| Total                   | Total                          | 1 592 | 100,00 / 100,00 |      |
| Eleitorado/Participação | Eleitorado/Participação        | 3 148 | 50,57 / 100,00  | 6,51 |

#### Sanguedo
| Partido                 | Partido                        | Votos | %               | +/-  |
| ----------------------- | ------------------------------ | ----- | --------------- | ---- |
|                         | Partido Social Democrata       | 947   | 48,64 / 100,00  | 1,75 |
|                         | Partido Socialista             | 730   | 37,49 / 100,00  | 3,08 |
|                         | Coligação Democrática Unitária | 57    | 2,93 / 100,00   | 1,95 |
|                         | Bloco de Esquerda              | 49    | 2,52 / 100,00   | 0,27 |
|                         | CDS – Partido Popular          | 45    | 2,31 / 100,00   | 0,82 |
| Votos Inválidos         | Votos Inválidos                | 119   | 6,11 / 100,00   | 3,42 |
| Total                   | Total                          | 1 947 | 100,00 / 100,00 |      |
| Eleitorado/Participação | Eleitorado/Participação        | 3 125 | 62,30 / 100,00  | 6,33 |

#### Santa Maria da Feira
| Partido                 | Partido                        | Votos  | %               | +/-   |
| ----------------------- | ------------------------------ | ------ | --------------- | ----- |
|                         | Partido Social Democrata       | 3 183  | 38,78 / 100,00  | 11,39 |
|                         | Partido Socialista             | 3 167  | 38,58 / 100,00  | 0,69  |
|                         | Bloco de Esquerda              | 442    | 5,38 / 100,00   | 2,85  |
|                         | Coligação Democrática Unitária | 339    | 4,13 / 100,00   | 1,83  |
|                         | CDS – Partido Popular          | 237    | 2,89 / 100,00   | 0,12  |
| Votos Inválidos         | Votos Inválidos                | 840    | 10,24 / 100,00  | 7,52  |
| Total                   | Total                          | 8 208  | 100,00 / 100,00 |       |
| Eleitorado/Participação | Eleitorado/Participação        | 15 979 | 51,37 / 100,00  | 12,38 |

#### Santa Maria de Lamas
| Partido                 | Partido                        | Votos | %               | +/-  |
| ----------------------- | ------------------------------ | ----- | --------------- | ---- |
|                         | Partido Social Democrata       | 1 241 | 43,90 / 100,00  | 6,85 |
|                         | Partido Socialista             | 1 060 | 37,50 / 100,00  | 1,37 |
|                         | Coligação Democrática Unitária | 144   | 5,09 / 100,00   | 2,82 |
|                         | Bloco de Esquerda              | 113   | 4,00 / 100,00   | 1,05 |
|                         | CDS – Partido Popular          | 66    | 2,33 / 100,00   | 0,46 |
| Votos Inválidos         | Votos Inválidos                | 203   | 7,18 / 100,00   | 4,82 |
| Total                   | Total                          | 2 827 | 100,00 / 100,00 |      |
| Eleitorado/Participação | Eleitorado/Participação        | 4 708 | 60,05 / 100,00  | 8,45 |

#### São João de Ver
| Partido                 | Partido                        | Votos | %               | +/-   |
| ----------------------- | ------------------------------ | ----- | --------------- | ----- |
|                         | Partido Social Democrata       | 2 006 | 41,91 / 100,00  | 8,31  |
|                         | Partido Socialista             | 1 735 | 36,25 / 100,00  | 15,24 |
|                         | Bloco de Esquerda              | 295   | 6,16 / 100,00   | 0,60  |
|                         | Coligação Democrática Unitária | 208   | 4,35 / 100,00   | 0,82  |
|                         | CDS – Partido Popular          | 157   | 3,28 / 100,00   | 0,78  |
| Votos Inválidos         | Votos Inválidos                | 385   | 8,05 / 100,00   | 4,72  |
| Total                   | Total                          | 4 786 | 100,00 / 100,00 |       |
| Eleitorado/Participação | Eleitorado/Participação        | 8 839 | 54,15 / 100,00  | 9,13  |

#### São Miguel do Souto e Mosteirô
| Partido                 | Partido                        | Votos | %               | +/-   |
| ----------------------- | ------------------------------ | ----- | --------------- | ----- |
|                         | Partido Socialista             | 1 320 | 40,47 / 100,00  | 4,98  |
|                         | Partido Social Democrata       | 1 153 | 35,35 / 100,00  | 7,81  |
|                         | CDS – Partido Popular          | 243   | 7,45 / 100,00   | 4,07  |
|                         | Coligação Democrática Unitária | 124   | 3,80 / 100,00   | 1,76  |
|                         | Bloco de Esquerda              | 95    | 2,91 / 100,00   | 0,39  |
| Votos Inválidos         | Votos Inválidos                | 327   | 10,02 / 100,00  | 7,36  |
| Total                   | Total                          | 3 262 | 100,00 / 100,00 |       |
| Eleitorado/Participação | Eleitorado/Participação        | 6 193 | 52,67 / 100,00  | 13,05 |

#### São Paio de Oleiros
| Partido                 | Partido                        | Votos | %               | +/-  |
| ----------------------- | ------------------------------ | ----- | --------------- | ---- |
|                         | Partido Socialista             | 856   | 39,03 / 100,00  | 0,57 |
|                         | Partido Social Democrata       | 770   | 35,11 / 100,00  | 6,11 |
|                         | Coligação Democrática Unitária | 267   | 12,18 / 100,00  | 2,17 |
|                         | Bloco de Esquerda              | 101   | 4,61 / 100,00   | 1,41 |
|                         | CDS – Partido Popular          | 40    | 1,82 / 100,00   | 1,34 |
| Votos Inválidos         | Votos Inválidos                | 159   | 7,25 / 100,00   | 4,45 |
| Total                   | Total                          | 2 193 | 100,00 / 100,00 |      |
| Eleitorado/Participação | Eleitorado/Participação        | 3 533 | 62,07 / 100,00  | 7,69 |

### Assembleia Municipal
| Freguesia                       | %     | %     | %     | %    | %    | Votantes |
| Freguesia                       | PSD   | PS    | CDU   | BE   | CDS  | Votantes |
| ------------------------------- | ----- | ----- | ----- | ---- | ---- | -------- |
| Argoncilhe                      | 45,90 | 32,48 | 4,40  | 4,06 | 4,83 | 4 455    |
| Arrifana                        | 33,80 | 38,35 | 5,00  | 5,96 | 6,86 | 2 902    |
| Caldas de São Jorge e Pigeiros  | 40,18 | 40,49 | 5,07  | 2,71 | 3,78 | 2 250    |
| Canedo, Vale e Vila Maior       | 58,03 | 23,36 | 2,85  | 2,80 | 4,59 | 4 315    |
| Escapães                        | 42,03 | 39,60 | 3,53  | 4,32 | 2,07 | 1 644    |
| Fiães                           | 43,78 | 32,31 | 7,99  | 4,82 | 2,42 | 4 132    |
| Fornos                          | 43,26 | 32,13 | 11,53 | 3,71 | 2,68 | 1 752    |
| Lobão, Gião, Louredo e Guisande | 44,42 | 33,38 | 2,98  | 3,60 | 7,00 | 4 973    |
| Lourosa                         | 45,13 | 33,45 | 3,29  | 5,02 | 4,91 | 4 443    |
| Milheirós de Poiares            | 31,86 | 53,04 | 3,26  | 2,76 | 1,40 | 1 993    |
| Mozelos                         | 36,33 | 38,05 | 5,25  | 5,49 | 5,60 | 3 677    |
| Nogueira da Regedoura           | 34,43 | 44,44 | 3,80  | 4,70 | 5,41 | 2 997    |
| Paços de Brandão                | 45,40 | 25,23 | 4,95  | 5,46 | 9,67 | 2 564    |
| Rio Meão                        | 59,72 | 24,70 | 3,67  | 2,80 | 2,62 | 2 753    |
| Romariz                         | 44,16 | 41,71 | 1,38  | 2,20 | 1,95 | 1 592    |
| Sanguedo                        | 43,89 | 38,60 | 3,29  | 3,64 | 3,90 | 1 948    |
| Santa Maria da Feira            | 37,61 | 36,93 | 4,82  | 5,80 | 3,87 | 8 208    |
| Santa Maria de Lamas            | 42,06 | 37,42 | 5,87  | 4,56 | 2,69 | 2 827    |
| São João de Ver                 | 40,85 | 34,71 | 5,18  | 7,06 | 3,22 | 4 786    |
| São Miguel do Souto e Mosteirô  | 32,52 | 40,37 | 4,36  | 3,62 | 8,13 | 3 260    |
| São Paio de Oleiros             | 31,69 | 39,40 | 14,00 | 5,02 | 2,14 | 2 193    |
| Santa Maria da Feira            | 42,00 | 35,36 | 4,89  | 4,54 | 4,49 | 69 664   |

#### Argoncilhe
| Partido                 | Partido                        | Votos | %               | +/-  |
| ----------------------- | ------------------------------ | ----- | --------------- | ---- |
|                         | Partido Social Democrata       | 2 045 | 45,90 / 100,00  | 1,47 |
|                         | Partido Socialista             | 1 447 | 32,48 / 100,00  | 8,30 |
|                         | CDS – Partido Popular          | 215   | 4,83 / 100,00   | 1,25 |
|                         | Coligação Democrática Unitária | 196   | 4,40 / 100,00   | 2,04 |
|                         | Bloco de Esquerda              | 181   | 4,06 / 100,00   | 0,60 |
| Votos Inválidos         | Votos Inválidos                | 371   | 8,33 / 100,00   | 5,44 |
| Total                   | Total                          | 4 455 | 100,00 / 100,00 |      |
| Eleitorado/Participação | Eleitorado/Participação        | 7 505 | 59,36 / 100,00  | 8,02 |

#### Arrifana
| Partido                 | Partido                        | Votos | %               | +/-   |
| ----------------------- | ------------------------------ | ----- | --------------- | ----- |
|                         | Partido Socialista             | 1 113 | 38,35 / 100,00  | 3,88  |
|                         | Partido Social Democrata       | 981   | 33,80 / 100,00  | 7,20  |
|                         | CDS – Partido Popular          | 199   | 6,86 / 100,00   | 0,11  |
|                         | Bloco de Esquerda              | 173   | 5,96 / 100,00   | 2,33  |
|                         | Coligação Democrática Unitária | 145   | 5,00 / 100,00   | 2,26  |
| Votos Inválidos         | Votos Inválidos                | 291   | 10,03 / 100,00  | 6,40  |
| Total                   | Total                          | 2 902 | 100,00 / 100,00 |       |
| Eleitorado/Participação | Eleitorado/Participação        | 5 765 | 50,34 / 100,00  | 10,91 |

#### Caldas de São Jorge e Pigeiros
| Partido                 | Partido                        | Votos | %               | +/-  |
| ----------------------- | ------------------------------ | ----- | --------------- | ---- |
|                         | Partido Socialista             | 911   | 40,49 / 100,00  | 3,95 |
|                         | Partido Social Democrata       | 904   | 40,18 / 100,00  | 0,79 |
|                         | Coligação Democrática Unitária | 114   | 5,07 / 100,00   | 1,65 |
|                         | CDS – Partido Popular          | 85    | 3,78 / 100,00   | 3,45 |
|                         | Bloco de Esquerda              | 61    | 2,71 / 100,00   | 0,72 |
| Votos Inválidos         | Votos Inválidos                | 175   | 7,78 / 100,00   | 4,24 |
| Total                   | Total                          | 2 250 | 100,00 / 100,00 |      |
| Eleitorado/Participação | Eleitorado/Participação        | 3 694 | 60,91 / 100,00  | 6,53 |

#### Canedo, Vale e Vila Maior
| Partido                 | Partido                        | Votos | %               | +/-   |
| ----------------------- | ------------------------------ | ----- | --------------- | ----- |
|                         | Partido Social Democrata       | 2 504 | 58,03 / 100,00  | 5,44  |
|                         | Partido Socialista             | 1 008 | 23,36 / 100,00  | 11,87 |
|                         | CDS – Partido Popular          | 198   | 4,59 / 100,00   | 0,57  |
|                         | Coligação Democrática Unitária | 123   | 2,85 / 100,00   | 1,07  |
|                         | Bloco de Esquerda              | 121   | 2,80 / 100,00   | 0,21  |
| Votos Inválidos         | Votos Inválidos                | 361   | 8,36 / 100,00   | 5,70  |
| Total                   | Total                          | 4 315 | 100,00 / 100,00 |       |
| Eleitorado/Participação | Eleitorado/Participação        | 9 070 | 47,57 / 100,00  | 12,79 |

#### Escapães
| Partido                 | Partido                        | Votos | %               | +/-   |
| ----------------------- | ------------------------------ | ----- | --------------- | ----- |
|                         | Partido Social Democrata       | 691   | 42,03 / 100,00  | 17,27 |
|                         | Partido Socialista             | 651   | 39,60 / 100,00  | 11,42 |
|                         | Bloco de Esquerda              | 71    | 4,32 / 100,00   | 0,68  |
|                         | Coligação Democrática Unitária | 58    | 3,53 / 100,00   | 0,70  |
|                         | CDS – Partido Popular          | 34    | 2,07 / 100,00   | 1,14  |
| Votos Inválidos         | Votos Inválidos                | 139   | 8,45 / 100,00   | 5,62  |
| Total                   | Total                          | 1 644 | 100,00 / 100,00 |       |
| Eleitorado/Participação | Eleitorado/Participação        | 2 980 | 55,17 / 100,00  | 10,63 |

#### Fiães
| Partido                 | Partido                        | Votos | %               | +/-  |
| ----------------------- | ------------------------------ | ----- | --------------- | ---- |
|                         | Partido Social Democrata       | 1 809 | 43,78 / 100,00  | 1,65 |
|                         | Partido Socialista             | 1 335 | 32,31 / 100,00  | 5,03 |
|                         | Coligação Democrática Unitária | 330   | 7,99 / 100,00   | 2,44 |
|                         | Bloco de Esquerda              | 199   | 4,82 / 100,00   | 0,26 |
|                         | CDS – Partido Popular          | 100   | 2,42 / 100,00   | 3,30 |
| Votos Inválidos         | Votos Inválidos                | 359   | 8,69 / 100,00   | 4,02 |
| Total                   | Total                          | 4 132 | 100,00 / 100,00 |      |
| Eleitorado/Participação | Eleitorado/Participação        | 7 210 | 57,31 / 100,00  | 5,32 |

#### Fornos
| Partido                 | Partido                        | Votos | %               | +/-  |
| ----------------------- | ------------------------------ | ----- | --------------- | ---- |
|                         | Partido Social Democrata       | 758   | 43,26 / 100,00  | 3,13 |
|                         | Partido Socialista             | 563   | 32,13 / 100,00  | 2,17 |
|                         | Coligação Democrática Unitária | 202   | 11,53 / 100,00  | 1,89 |
|                         | Bloco de Esquerda              | 65    | 3,71 / 100,00   | 0,38 |
|                         | CDS – Partido Popular          | 47    | 2,68 / 100,00   | 0,31 |
| Votos Inválidos         | Votos Inválidos                | 117   | 6,68 / 100,00   | 3,55 |
| Total                   | Total                          | 1 752 | 100,00 / 100,00 |      |
| Eleitorado/Participação | Eleitorado/Participação        | 2 948 | 59,43 / 100,00  | 6,79 |

#### Lobão, Gião, Louredo e Guisande
| Partido                 | Partido                        | Votos | %               | +/-   |
| ----------------------- | ------------------------------ | ----- | --------------- | ----- |
|                         | Partido Social Democrata       | 2 209 | 44,42 / 100,00  | 4,88  |
|                         | Partido Socialista             | 1 660 | 33,38 / 100,00  | 3,74  |
|                         | CDS – Partido Popular          | 348   | 7,00 / 100,00   | 1,22  |
|                         | Bloco de Esquerda              | 179   | 3,60 / 100,00   | 0,33  |
|                         | Coligação Democrática Unitária | 148   | 2,98 / 100,00   | 1,25  |
| Votos Inválidos         | Votos Inválidos                | 429   | 8,63 / 100,00   | 5,82  |
| Total                   | Total                          | 4 973 | 100,00 / 100,00 |       |
| Eleitorado/Participação | Eleitorado/Participação        | 9 733 | 51,09 / 100,00  | 13,23 |

#### Lourosa
| Partido                 | Partido                        | Votos | %               | +/-  |
| ----------------------- | ------------------------------ | ----- | --------------- | ---- |
|                         | Partido Social Democrata       | 2 005 | 45,13 / 100,00  | 6,17 |
|                         | Partido Socialista             | 1 486 | 33,45 / 100,00  | 1,97 |
|                         | Bloco de Esquerda              | 223   | 5,02 / 100,00   | 0,85 |
|                         | CDS – Partido Popular          | 218   | 4,91 / 100,00   | 1,15 |
|                         | Coligação Democrática Unitária | 146   | 3,29 / 100,00   | 1,15 |
| Votos Inválidos         | Votos Inválidos                | 365   | 8,21 / 100,00   | 5,00 |
| Total                   | Total                          | 4 443 | 100,00 / 100,00 |      |
| Eleitorado/Participação | Eleitorado/Participação        | 8 037 | 55,28 / 100,00  | 6,09 |

#### Milheirós de Poiares
| Partido                 | Partido                        | Votos | %               | +/-  |
| ----------------------- | ------------------------------ | ----- | --------------- | ---- |
|                         | Partido Socialista             | 1 057 | 53,04 / 100,00  | 3,37 |
|                         | Partido Social Democrata       | 635   | 31,86 / 100,00  | 9,33 |
|                         | Coligação Democrática Unitária | 65    | 3,26 / 100,00   | 1,59 |
|                         | Bloco de Esquerda              | 55    | 2,76 / 100,00   | 0,66 |
|                         | CDS – Partido Popular          | 28    | 1,40 / 100,00   | 0,60 |
| Votos Inválidos         | Votos Inválidos                | 153   | 7,68 / 100,00   | 4,30 |
| Total                   | Total                          | 1 993 | 100,00 / 100,00 |      |
| Eleitorado/Participação | Eleitorado/Participação        | 3 303 | 60,34 / 100,00  | 5,82 |

#### Mozelos
| Partido                 | Partido                        | Votos | %               | +/-  |
| ----------------------- | ------------------------------ | ----- | --------------- | ---- |
|                         | Partido Socialista             | 1 399 | 38,05 / 100,00  | 4,14 |
|                         | Partido Social Democrata       | 1 336 | 36,33 / 100,00  | 6,22 |
|                         | CDS – Partido Popular          | 206   | 5,60 / 100,00   | 0,43 |
|                         | Bloco de Esquerda              | 202   | 5,49 / 100,00   | 1,05 |
|                         | Coligação Democrática Unitária | 193   | 5,25 / 100,00   | 2,34 |
| Votos Inválidos         | Votos Inválidos                | 341   | 9,27 / 100,00   | 6,54 |
| Total                   | Total                          | 3 677 | 100,00 / 100,00 |      |
| Eleitorado/Participação | Eleitorado/Participação        | 6 224 | 59,08 / 100,00  | 9,19 |

#### Nogueira da Regedoura
| Partido                 | Partido                        | Votos | %               | +/-  |
| ----------------------- | ------------------------------ | ----- | --------------- | ---- |
|                         | Partido Socialista             | 1 332 | 44,44 / 100,00  | 1,75 |
|                         | Partido Social Democrata       | 1 032 | 34,43 / 100,00  | 6,51 |
|                         | CDS – Partido Popular          | 162   | 5,41 / 100,00   | 1,45 |
|                         | Bloco de Esquerda              | 141   | 4,70 / 100,00   | 1,74 |
|                         | Coligação Democrática Unitária | 114   | 3,80 / 100,00   | 1,19 |
| Votos Inválidos         | Votos Inválidos                | 216   | 7,21 / 100,00   | 3,87 |
| Total                   | Total                          | 2 997 | 100,00 / 100,00 |      |
| Eleitorado/Participação | Eleitorado/Participação        | 4 931 | 60,78 / 100,00  | 8,55 |

#### Paços de Brandão
| Partido                 | Partido                        | Votos | %               | +/-   |
| ----------------------- | ------------------------------ | ----- | --------------- | ----- |
|                         | Partido Social Democrata       | 1 164 | 45,40 / 100,00  | 5,47  |
|                         | Partido Socialista             | 647   | 25,23 / 100,00  | 8,55  |
|                         | CDS – Partido Popular          | 248   | 9,67 / 100,00   | 4,13  |
|                         | Bloco de Esquerda              | 140   | 5,46 / 100,00   | 1,40  |
|                         | Coligação Democrática Unitária | 127   | 4,95 / 100,00   | 2,63  |
| Votos Inválidos         | Votos Inválidos                | 238   | 9,28 / 100,00   | 5,86  |
| Total                   | Total                          | 2 564 | 100,00 / 100,00 |       |
| Eleitorado/Participação | Eleitorado/Participação        | 4 362 | 58,78 / 100,00  | 12,48 |

#### Rio Meão
| Partido                 | Partido                        | Votos | %               | +/-   |
| ----------------------- | ------------------------------ | ----- | --------------- | ----- |
|                         | Partido Social Democrata       | 1 644 | 59,72 / 100,00  | 5,61  |
|                         | Partido Socialista             | 680   | 24,70 / 100,00  | 11,99 |
|                         | Coligação Democrática Unitária | 101   | 3,67 / 100,00   | 1,64  |
|                         | Bloco de Esquerda              | 77    | 2,80 / 100,00   | 0,41  |
|                         | CDS – Partido Popular          | 72    | 2,62 / 100,00   | 0,09  |
| Votos Inválidos         | Votos Inválidos                | 179   | 6,50 / 100,00   | 4,43  |
| Total                   | Total                          | 2 753 | 100,00 / 100,00 |       |
| Eleitorado/Participação | Eleitorado/Participação        | 4 454 | 61,81 / 100,00  | 9,01  |

#### Romariz
| Partido                 | Partido                        | Votos | %               | +/-  |
| ----------------------- | ------------------------------ | ----- | --------------- | ---- |
|                         | Partido Social Democrata       | 703   | 44,16 / 100,00  | 3,38 |
|                         | Partido Socialista             | 664   | 41,71 / 100,00  | 0,84 |
|                         | Bloco de Esquerda              | 35    | 2,20 / 100,00   | 0,23 |
|                         | CDS – Partido Popular          | 31    | 1,95 / 100,00   | 3,46 |
|                         | Coligação Democrática Unitária | 22    | 1,38 / 100,00   | 0,12 |
| Votos Inválidos         | Votos Inválidos                | 137   | 8,61 / 100,00   | 5,66 |
| Total                   | Total                          | 1 592 | 100,00 / 100,00 |      |
| Eleitorado/Participação | Eleitorado/Participação        | 3 148 | 50,57 / 100,00  | 6,51 |

#### Sanguedo
| Partido                 | Partido                        | Votos | %               | +/-  |
| ----------------------- | ------------------------------ | ----- | --------------- | ---- |
|                         | Partido Social Democrata       | 855   | 43,89 / 100,00  | 4,77 |
|                         | Partido Socialista             | 752   | 38,60 / 100,00  | 1,64 |
|                         | CDS – Partido Popular          | 76    | 3,90 / 100,00   | 0,55 |
|                         | Bloco de Esquerda              | 71    | 3,64 / 100,00   | 0,90 |
|                         | Coligação Democrática Unitária | 64    | 3,29 / 100,00   | 2,21 |
| Votos Inválidos         | Votos Inválidos                | 130   | 6,68 / 100,00   | 3,84 |
| Total                   | Total                          | 1 948 | 100,00 / 100,00 |      |
| Eleitorado/Participação | Eleitorado/Participação        | 3 125 | 62,34 / 100,00  | 6,26 |

#### Santa Maria da Feira
| Partido                 | Partido                        | Votos  | %               | +/-   |
| ----------------------- | ------------------------------ | ------ | --------------- | ----- |
|                         | Partido Social Democrata       | 3 087  | 37,61 / 100,00  | 9,41  |
|                         | Partido Socialista             | 3 031  | 36,93 / 100,00  | 0,14  |
|                         | Bloco de Esquerda              | 476    | 5,80 / 100,00   | 1,28  |
|                         | Coligação Democrática Unitária | 396    | 4,82 / 100,00   | 0,85  |
|                         | CDS – Partido Popular          | 318    | 3,87 / 100,00   | 0,51  |
| Votos Inválidos         | Votos Inválidos                | 900    | 10,97 / 100,00  | 7,65  |
| Total                   | Total                          | 8 208  | 100,00 / 100,00 |       |
| Eleitorado/Participação | Eleitorado/Participação        | 15 979 | 51,37 / 100,00  | 12,38 |

#### Santa Maria de Lamas
| Partido                 | Partido                        | Votos | %               | +/-  |
| ----------------------- | ------------------------------ | ----- | --------------- | ---- |
|                         | Partido Social Democrata       | 1 189 | 42,06 / 100,00  | 6,35 |
|                         | Partido Socialista             | 1 058 | 37,42 / 100,00  | 1,10 |
|                         | Coligação Democrática Unitária | 166   | 5,87 / 100,00   | 2,73 |
|                         | Bloco de Esquerda              | 129   | 4,56 / 100,00   | 1,04 |
|                         | CDS – Partido Popular          | 76    | 2,69 / 100,00   | 0,74 |
| Votos Inválidos         | Votos Inválidos                | 209   | 7,39 / 100,00   | 4,41 |
| Total                   | Total                          | 2 827 | 100,00 / 100,00 |      |
| Eleitorado/Participação | Eleitorado/Participação        | 4 708 | 60,05 / 100,00  | 8,45 |

#### São João de Ver
| Partido                 | Partido                        | Votos | %               | +/-   |
| ----------------------- | ------------------------------ | ----- | --------------- | ----- |
|                         | Partido Social Democrata       | 1 955 | 40,85 / 100,00  | 2,36  |
|                         | Partido Socialista             | 1 661 | 34,71 / 100,00  | 16,78 |
|                         | Bloco de Esquerda              | 338   | 7,06 / 100,00   | 3,82  |
|                         | Coligação Democrática Unitária | 248   | 5,18 / 100,00   | 2,85  |
|                         | CDS – Partido Popular          | 154   | 3,22 / 100,00   | 1,46  |
| Votos Inválidos         | Votos Inválidos                | 430   | 8,98 / 100,00   | 6,29  |
| Total                   | Total                          | 4 786 | 100,00 / 100,00 |       |
| Eleitorado/Participação | Eleitorado/Participação        | 8 839 | 54,15 / 100,00  | 9,13  |

#### São Miguel do Souto e Mosteirô
| Partido                 | Partido                        | Votos | %               | +/-   |
| ----------------------- | ------------------------------ | ----- | --------------- | ----- |
|                         | Partido Socialista             | 1 316 | 40,37 / 100,00  | 6,46  |
|                         | Partido Social Democrata       | 1 060 | 32,52 / 100,00  | 5,32  |
|                         | CDS – Partido Popular          | 265   | 8,13 / 100,00   | 3,42  |
|                         | Coligação Democrática Unitária | 142   | 4,36 / 100,00   | 1,97  |
|                         | Bloco de Esquerda              | 118   | 3,62 / 100,00   | 1,50  |
| Votos Inválidos         | Votos Inválidos                | 359   | 11,01 / 100,00  | 7,91  |
| Total                   | Total                          | 3 260 | 100,00 / 100,00 |       |
| Eleitorado/Participação | Eleitorado/Participação        | 6 193 | 52,64 / 100,00  | 13,08 |

#### São Paio de Oleiros
| Partido                 | Partido                        | Votos | %               | +/-  |
| ----------------------- | ------------------------------ | ----- | --------------- | ---- |
|                         | Partido Socialista             | 864   | 39,40 / 100,00  | 2,41 |
|                         | Partido Social Democrata       | 695   | 31,69 / 100,00  | 7,43 |
|                         | Coligação Democrática Unitária | 307   | 14,00 / 100,00  | 1,54 |
|                         | Bloco de Esquerda              | 110   | 5,02 / 100,00   | 0,11 |
|                         | CDS – Partido Popular          | 47    | 2,14 / 100,00   | 0,99 |
| Votos Inválidos         | Votos Inválidos                | 170   | 7,75 / 100,00   | 4,45 |
| Total                   | Total                          | 2 193 | 100,00 / 100,00 |      |
| Eleitorado/Participação | Eleitorado/Participação        | 3 533 | 62,07 / 100,00  | 7,69 |

### Juntas de Freguesia

#### Argoncilhe
| Partido                 | Partido                        | Votos | %               | +/-   | Mandatos | +/-     |
| ----------------------- | ------------------------------ | ----- | --------------- | ----- | -------- | ------- |
|                         | Partido Social Democrata       | 2 152 | 48,31 / 100,00  | 4,72  | 8 / 13   | 2       |
|                         | Partido Socialista             | 1 437 | 32,26 / 100,00  | 10,43 | 5 / 13   | 1       |
|                         | CDS – Partido Popular          | 240   | 5,39 / 100,00   | 1,37  | 0 / 13   | 1       |
|                         | Coligação Democrática Unitária | 188   | 4,22 / 100,00   | 2,25  | 0 / 13   | Estável |
|                         | Bloco de Esquerda              | 136   | 3,05 / 100,00   | 0,94  | 0 / 13   | Estável |
| Votos Inválidos         | Votos Inválidos                | 302   | 6,78 / 100,00   | 3,90  |          |         |
| Total                   | Total                          | 4 455 | 100,00 / 100,00 |       | 13 / 13  |         |
| Eleitorado/Participação | Eleitorado/Participação        | 7 505 | 59,36 / 100,00  | 8,02  |          |         |

#### Arrifana
| Partido                 | Partido                        | Votos | %               | +/-   | Mandatos | +/-     |
| ----------------------- | ------------------------------ | ----- | --------------- | ----- | -------- | ------- |
|                         | Partido Social Democrata       | 907   | 31,25 / 100,00  | 7,61  | 5 / 13   | 1       |
|                         | Partido da Nova Democracia     | 855   | 29,46 / 100,00  | -     | 5 / 13   | -       |
|                         | Unidos por Arrifana            | 308   | 10,61 / 100,00  | 7,79  | 1 / 13   | 1       |
|                         | CDS – Partido Popular          | 281   | 9,68 / 100,00   | 1,39  | 1 / 13   | Estável |
|                         | Partido Socialista             | 218   | 7,51 / 100,00   | 22,60 | 1 / 13   | 3       |
|                         | Coligação Democrática Unitária | 81    | 2,79 / 100,00   | 0,85  | 0 / 13   | Estável |
|                         | Bloco de Esquerda              | 65    | 2,24 / 100,00   | -     | 0 / 13   | -       |
| Votos Inválidos         | Votos Inválidos                | 187   | 6,44 / 100,00   | 4,04  |          |         |
| Total                   | Total                          | 2 902 | 100,00 / 100,00 |       | 13 / 13  |         |
| Eleitorado/Participação | Eleitorado/Participação        | 5 765 | 50,34 / 100,00  | 10,91 |          |         |

#### Caldas de São Jorge e Pigeiros
| Partido                 | Partido                        | Votos | %               | Mandatos |
| ----------------------- | ------------------------------ | ----- | --------------- | -------- |
|                         | Partido Social Democrata       | 1 006 | 44,71 / 100,00  | 5 / 9    |
|                         | Partido Socialista             | 986   | 43,82 / 100,00  | 4 / 9    |
|                         | Coligação Democrática Unitária | 75    | 3,33 / 100,00   | 0 / 9    |
|                         | CDS – Partido Popular          | 60    | 2,67 / 100,00   | 0 / 9    |
| Votos Inválidos         | Votos Inválidos                | 123   | 5,46 / 100,00   |          |
| Total                   | Total                          | 2 250 | 100,00 / 100,00 | 9 / 9    |
| Eleitorado/Participação | Eleitorado/Participação        | 3 694 | 60,91 / 100,00  |          |

#### Canedo, Vale e Vila Maior
| Partido                 | Partido                        | Votos | %               | Mandatos |
| ----------------------- | ------------------------------ | ----- | --------------- | -------- |
|                         | Partido Social Democrata       | 2 586 | 59,94 / 100,00  | 10 / 13  |
|                         | Partido Socialista             | 969   | 22,46 / 100,00  | 3 / 13   |
|                         | CDS – Partido Popular          | 231   | 5,35 / 100,00   | 0 / 13   |
|                         | Coligação Democrática Unitária | 170   | 3,94 / 100,00   | 0 / 13   |
| Votos Inválidos         | Votos Inválidos                | 358   | 8,30 / 100,00   |          |
| Total                   | Total                          | 4 314 | 100,00 / 100,00 | 13 / 13  |
| Eleitorado/Participação | Eleitorado/Participação        | 9 070 | 47,56 / 100,00  |          |

#### Escapães
| Partido                 | Partido                        | Votos | %               | +/-   | Mandatos | +/-     |
| ----------------------- | ------------------------------ | ----- | --------------- | ----- | -------- | ------- |
|                         | Partido Social Democrata       | 734   | 44,65 / 100,00  | 19,25 | 5 / 9    | 1       |
|                         | Partido Socialista             | 708   | 43,07 / 100,00  | 14,14 | 4 / 9    | 1       |
|                         | Bloco de Esquerda              | 51    | 3,10 / 100,00   | 1,07  | 0 / 9    | Estável |
|                         | Coligação Democrática Unitária | 41    | 2,49 / 100,00   | 0,78  | 0 / 9    | Estável |
| Votos Inválidos         | Votos Inválidos                | 110   | 6,69 / 100,00   | 3,27  |          |         |
| Total                   | Total                          | 1 644 | 100,00 / 100,00 |       | 9 / 9    |         |
| Eleitorado/Participação | Eleitorado/Participação        | 2 980 | 55,17 / 100,00  | 10,63 |          |         |

#### Fiães
| Partido                 | Partido                         | Votos | %               | +/-   | Mandatos | +/-     |
| ----------------------- | ------------------------------- | ----- | --------------- | ----- | -------- | ------- |
|                         | Partido Social Democrata        | 1 358 | 32,87 / 100,00  | 8,90  | 5 / 13   | 1       |
|                         | Partido Socialista              | 1 104 | 26,72 / 100,00  | 2,77  | 4 / 13   | 1       |
|                         | Movimento Independente de Fiães | 1 043 | 25,24 / 100,00  | 14,01 | 4 / 13   | 2       |
|                         | Coligação Democrática Unitária  | 207   | 5,01 / 100,00   | 2,10  | 0 / 13   | Estável |
|                         | Bloco de Esquerda               | 115   | 2,78 / 100,00   | 0,56  | 0 / 13   | Estável |
|                         | CDS – Partido Popular           | 64    | 1,55 / 100,00   | 2,47  | 0 / 13   | Estável |
| Votos Inválidos         | Votos Inválidos                 | 241   | 5,83 / 100,00   | 2,15  |          |         |
| Total                   | Total                           | 4 132 | 100,00 / 100,00 |       | 13 / 13  |         |
| Eleitorado/Participação | Eleitorado/Participação         | 7 210 | 57,31 / 100,00  | 5,32  |          |         |

#### Fornos
| Partido                 | Partido                        | Votos | %               | +/-  | Mandatos | +/-     |
| ----------------------- | ------------------------------ | ----- | --------------- | ---- | -------- | ------- |
|                         | Partido Social Democrata       | 828   | 47,26 / 100,00  | 1,21 | 5 / 9    | 1       |
|                         | Partido Socialista             | 594   | 33,90 / 100,00  | 7,93 | 3 / 9    | 1       |
|                         | Coligação Democrática Unitária | 234   | 13,36 / 100,00  | 3,04 | 1 / 9    | Estável |
| Votos Inválidos         | Votos Inválidos                | 96    | 5,48 / 100,00   | 3,68 |          |         |
| Total                   | Total                          | 1 752 | 100,00 / 100,00 |      | 9 / 9    |         |
| Eleitorado/Participação | Eleitorado/Participação        | 2 948 | 59,43 / 100,00  | 6,79 |          |         |

#### Lobão, Gião, Louredo e Guisande
| Partido                 | Partido                  | Votos | %               | Mandatos |
| ----------------------- | ------------------------ | ----- | --------------- | -------- |
|                         | Partido Social Democrata | 2 133 | 42,90 / 100,00  | 6 / 13   |
|                         | Partido Socialista       | 1 864 | 37,49 / 100,00  | 6 / 13   |
|                         | CDS – Partido Popular    | 532   | 10,70 / 100,00  | 1 / 13   |
| Votos Inválidos         | Votos Inválidos          | 443   | 8,91 / 100,00   |          |
| Total                   | Total                    | 4 972 | 100,00 / 100,00 | 13 / 13  |
| Eleitorado/Participação | Eleitorado/Participação  | 9 733 | 51,08 / 100,00  |          |

#### Lourosa
| Partido                 | Partido                        | Votos | %               | +/-   | Mandatos | +/-     |
| ----------------------- | ------------------------------ | ----- | --------------- | ----- | -------- | ------- |
|                         | Partido Social Democrata       | 2 052 | 46,19 / 100,00  | 20,45 | 7 / 13   | 3       |
|                         | Partido Socialista             | 1 495 | 33,65 / 100,00  | 9,97  | 5 / 13   | 2       |
|                         | CDS – Partido Popular          | 336   | 7,56 / 100,00   | -     | 1 / 13   | -       |
|                         | Bloco de Esquerda              | 174   | 3,92 / 100,00   | 0,08  | 0 / 13   | Estável |
|                         | Coligação Democrática Unitária | 105   | 2,36 / 100,00   | 0,21  | 0 / 13   | Estável |
| Votos Inválidos         | Votos Inválidos                | 281   | 6,32 / 100,00   | 3,05  |          |         |
| Total                   | Total                          | 4 443 | 100,00 / 100,00 |       | 13 / 13  |         |
| Eleitorado/Participação | Eleitorado/Participação        | 8 037 | 55,28 / 100,00  | 6,09  |          |         |

#### Milheirós de Poiares
| Partido                 | Partido                        | Votos | %               | +/-   | Mandatos | +/-     |
| ----------------------- | ------------------------------ | ----- | --------------- | ----- | -------- | ------- |
|                         | Partido Socialista             | 1 243 | 62,37 / 100,00  | 9,37  | 6 / 9    | 1       |
|                         | Partido Social Democrata       | 597   | 29,95 / 100,00  | 12,95 | 3 / 9    | 1       |
|                         | Coligação Democrática Unitária | 64    | 3,21 / 100,00   | 1,73  | 0 / 9    | Estável |
| Votos Inválidos         | Votos Inválidos                | 89    | 4,47 / 100,00   | 1,85  |          |         |
| Total                   | Total                          | 1 993 | 100,00 / 100,00 |       | 9 / 9    |         |
| Eleitorado/Participação | Eleitorado/Participação        | 3 303 | 60,34 / 100,00  | 5,82  |          |         |

#### Mozelos
| Partido                 | Partido                        | Votos | %               | +/-   | Mandatos | +/-     |
| ----------------------- | ------------------------------ | ----- | --------------- | ----- | -------- | ------- |
|                         | Partido Social Democrata       | 1 446 | 39,34 / 100,00  | 12,03 | 6 / 13   | 2       |
|                         | Partido Socialista             | 1 382 | 37,60 / 100,00  | 3,37  | 6 / 13   | 1       |
|                         | CDS – Partido Popular          | 234   | 6,37 / 100,00   | 0,17  | 1 / 13   | 1       |
|                         | Bloco de Esquerda              | 156   | 4,24 / 100,00   | 1,38  | 0 / 13   | Estável |
|                         | Coligação Democrática Unitária | 153   | 4,16 / 100,00   | 1,80  | 0 / 13   | Estável |
| Votos Inválidos         | Votos Inválidos                | 305   | 8,30 / 100,00   | 5,31  |          |         |
| Total                   | Total                          | 3 676 | 100,00 / 100,00 |       | 13 / 13  |         |
| Eleitorado/Participação | Eleitorado/Participação        | 6 224 | 59,06 / 100,00  | 9,22  |          |         |

#### Nogueira da Regedoura
| Partido                 | Partido                        | Votos | %               | +/-  | Mandatos | +/-     |
| ----------------------- | ------------------------------ | ----- | --------------- | ---- | -------- | ------- |
|                         | Partido Socialista             | 1 367 | 45,75 / 100,00  | 6,17 | 5 / 9    | Estável |
|                         | Partido Social Democrata       | 1 016 | 34,00 / 100,00  | 5,05 | 4 / 9    | Estável |
|                         | CDS – Partido Popular          | 238   | 7,97 / 100,00   | 4,45 | 0 / 9    | Estável |
|                         | Bloco de Esquerda              | 95    | 3,18 / 100,00   | -    | 0 / 9    | -       |
|                         | Coligação Democrática Unitária | 88    | 2,95 / 100,00   | 0,02 | 0 / 9    | Estável |
| Votos Inválidos         | Votos Inválidos                | 184   | 6,15 / 100,00   | 3,57 |          |         |
| Total                   | Total                          | 2 988 | 100,00 / 100,00 |      | 9 / 9    |         |
| Eleitorado/Participação | Eleitorado/Participação        | 4 931 | 60,60 / 100,00  | 8,73 |          |         |

#### Paços de Brandão
| Partido                 | Partido                        | Votos | %               | +/-   | Mandatos | +/-     |
| ----------------------- | ------------------------------ | ----- | --------------- | ----- | -------- | ------- |
|                         | Partido Social Democrata       | 1 181 | 46,01           | 10,79 | 5 / 9    | 1       |
|                         | Partido Socialista             | 503   | 19,59           | 9,39  | 2 / 9    | 1       |
|                         | CDS – Partido Popular          | 439   | 17,10           | 10,46 | 2 / 9    | 2       |
|                         | Coligação Democrática Unitária | 142   | 5,53            | 2,56  | 0 / 9    | Estável |
|                         | Bloco de Esquerda              | 134   | 5,22            | 2,67  | 0 / 9    | Estável |
| Votos Inválidos         | Votos Inválidos                | 168   | 6,54            | 3,48  |          |         |
| Total                   | Total                          | 2 567 | 100,00 / 100,00 |       | 9 / 9    |         |
| Eleitorado/Participação | Eleitorado/Participação        | 4 362 | 58,85 / 100,00  | 12,41 |          |         |

#### Rio Meão
| Partido                 | Partido                        | Votos | %               | +/-   | Mandatos | +/-     |
| ----------------------- | ------------------------------ | ----- | --------------- | ----- | -------- | ------- |
|                         | Partido Social Democrata       | 2 040 | 74,10 / 100,00  | 11,69 | 8 / 9    | 2       |
|                         | Partido Socialista             | 508   | 18,45 / 100,00  | 15,27 | 1 / 9    | 2       |
|                         | Coligação Democrática Unitária | 99    | 3,60 / 100,00   | 2,37  | 0 / 9    | Estável |
| Votos Inválidos         | Votos Inválidos                | 106   | 3,85 / 100,00   | 1,21  |          |         |
| Total                   | Total                          | 2 753 | 100,00 / 100,00 |       | 9 / 9    |         |
| Eleitorado/Participação | Eleitorado/Participação        | 4 454 | 61,81 / 100,00  | 9,01  |          |         |

#### Romariz
| Partido                 | Partido                  | Votos | %               | +/-  | Mandatos | +/-     |
| ----------------------- | ------------------------ | ----- | --------------- | ---- | -------- | ------- |
|                         | Partido Social Democrata | 765   | 48,05 / 100,00  | 8,02 | 5 / 9    | Estável |
|                         | Partido Socialista       | 727   | 45,67 / 100,00  | 6,16 | 4 / 9    | Estável |
| Votos Inválidos         | Votos Inválidos          | 100   | 6,29 / 100,00   | 1,86 |          |         |
| Total                   | Total                    | 1 592 | 100,00 / 100,00 |      | 9 / 9    |         |
| Eleitorado/Participação | Eleitorado/Participação  | 3 148 | 50,57 / 100,00  | 6,51 |          |         |

#### Sanguedo
| Partido                 | Partido                        | Votos | %               | +/-   | Mandatos | +/-     |
| ----------------------- | ------------------------------ | ----- | --------------- | ----- | -------- | ------- |
|                         | Partido Socialista             | 903   | 46,33 / 100,00  | 3,30  | 5 / 9    | 1       |
|                         | Partido Social Democrata       | 807   | 41,41 / 100,00  | 10,91 | 4 / 9    | 1       |
|                         | CDS – Partido Popular          | 85    | 4,36 / 100,00   | -     | 0 / 9    | -       |
|                         | Coligação Democrática Unitária | 55    | 2,82 / 100,00   | 1,26  | 0 / 9    | Estável |
| Votos Inválidos         | Votos Inválidos                | 99    | 5,08 / 100,00   | 2,00  |          |         |
| Total                   | Total                          | 1 949 | 100,00 / 100,00 |       | 9 / 9    |         |
| Eleitorado/Participação | Eleitorado/Participação        | 3 125 | 62,37 / 100,00  | 6,23  |          |         |

#### Santa Maria da Feira
| Partido                 | Partido                        | Votos  | %               | Mandatos |
| ----------------------- | ------------------------------ | ------ | --------------- | -------- |
|                         | Partido Social Democrata       | 3 238  | 39,46 / 100,00  | 7 / 13   |
|                         | Partido Socialista             | 2 965  | 36,13 / 100,00  | 6 / 13   |
|                         | Movimento Cívico Somos Feira   | 384    | 4,68 / 100,00   | 0 / 13   |
|                         | Bloco de Esquerda              | 311    | 3,79 / 100,00   | 0 / 13   |
|                         | Coligação Democrática Unitária | 299    | 3,64 / 100,00   | 0 / 13   |
|                         | CDS – Partido Popular          | 254    | 3,10 / 100,00   | 0 / 13   |
| Votos Inválidos         | Votos Inválidos                | 755    | 9,20 / 100,00   |          |
| Total                   | Total                          | 8 206  | 100,00 / 100,00 | 13 / 13  |
| Eleitorado/Participação | Eleitorado/Participação        | 15 979 | 51,35 / 100,00  |          |

#### Santa Maria de Lamas
| Partido                 | Partido                        | Votos | %               | +/-   | Mandatos | +/-     |
| ----------------------- | ------------------------------ | ----- | --------------- | ----- | -------- | ------- |
|                         | Partido Social Democrata       | 1 129 | 39,94 / 100,00  | 17,57 | 4 / 9    | 2       |
|                         | Partido Socialista             | 948   | 33,53 / 100,00  | 0,35  | 4 / 9    | 1       |
|                         | Somos Santa Maria de Lamas     | 328   | 11,60 / 100,00  | Novo  | 1 / 9    | Novo    |
|                         | Coligação Democrática Unitária | 140   | 4,95 / 100,00   | 2,45  | 0 / 9    | Estável |
|                         | Bloco de Esquerda              | 82    | 2,90 / 100,00   | 0,02  | 0 / 9    | Estável |
| Votos Inválidos         | Votos Inválidos                | 200   | 7,08 / 100,00   | 3,84  |          |         |
| Total                   | Total                          | 2 827 | 100,00 / 100,00 |       | 9 / 9    |         |
| Eleitorado/Participação | Eleitorado/Participação        | 4 708 | 60,05 / 100,00  | 8,45  |          |         |

#### São João de Ver
| Partido                 | Partido                                | Votos | %               | +/-   | Mandatos | +/-     |
| ----------------------- | -------------------------------------- | ----- | --------------- | ----- | -------- | ------- |
|                         | Movimento Independente por S.J. de Ver | 1 886 | 39,41 / 100,00  | Novo  | 6 / 13   | Novo    |
|                         | Partido Socialista                     | 1 110 | 23,19 / 100,00  | 35,76 | 4 / 13   | 5       |
|                         | Partido Social Democrata               | 1 026 | 21,44 / 100,00  | 9,41  | 3 / 13   | 1       |
|                         | Bloco de Esquerda                      | 181   | 3,78 / 100,00   | 0,08  | 0 / 13   | Estável |
|                         | CDS – Partido Popular                  | 137   | 2,86 / 100,00   | -     | 0 / 13   | -       |
|                         | Coligação Democrática Unitária         | 115   | 2,40 / 100,00   | 0,80  | 0 / 13   | Estável |
| Votos Inválidos         | Votos Inválidos                        | 331   | 6,92 / 100,00   | 3,78  |          |         |
| Total                   | Total                                  | 4 786 | 100,00 / 100,00 |       | 13 / 13  |         |
| Eleitorado/Participação | Eleitorado/Participação                | 8 839 | 54,15 / 100,00  | 9,13  |          |         |

#### São Miguel do Souto e Mosteirô
| Partido                 | Partido                        | Votos | %               | Mandatos |
| ----------------------- | ------------------------------ | ----- | --------------- | -------- |
|                         | Partido Socialista             | 1 341 | 41,11 / 100,00  | 6 / 13   |
|                         | Partido Social Democrata       | 1 018 | 31,21 / 100,00  | 5 / 13   |
|                         | CDS – Partido Popular          | 429   | 13,15 / 100,00  | 2 / 13   |
|                         | Coligação Democrática Unitária | 143   | 4,38 / 100,00   | 0 / 13   |
| Votos Inválidos         | Votos Inválidos                | 331   | 10,15 / 100,00  |          |
| Total                   | Total                          | 3 262 | 100,00 / 100,00 | 13 / 13  |
| Eleitorado/Participação | Eleitorado/Participação        | 6 193 | 52,67 / 100,00  |          |

#### São Paio de Oleiros
| Partido                 | Partido                        | Votos | %               | +/-   | Mandatos | +/-     |
| ----------------------- | ------------------------------ | ----- | --------------- | ----- | -------- | ------- |
|                         | Partido Socialista             | 907   | 41,36 / 100,00  | 8,38  | 4 / 9    | 1       |
|                         | Partido Social Democrata       | 757   | 34,52 / 100,00  | 12,22 | 4 / 9    | 1       |
|                         | Coligação Democrática Unitária | 302   | 13,77 / 100,00  | 0,27  | 1 / 9    | Estável |
|                         | Bloco de Esquerda              | 92    | 4,20 / 100,00   | 0,60  | 0 / 9    | Estável |
| Votos Inválidos         | Votos Inválidos                | 135   | 6,16 / 100,00   | 3,51  |          |         |
| Total                   | Total                          | 2 193 | 100,00 / 100,00 |       | 9 / 9    |         |
| Eleitorado/Participação | Eleitorado/Participação        | 3 533 | 62,07 / 100,00  | 7,71  |          |         |

#### Juntas antes e depois das Eleições
| Freguesia                       | 2009-2013   | 2009-2013                | 2009-2013      | 2013-2017 | 2013-2017                | 2013-2017      |
| ------------------------------- | ----------- | ------------------------ | -------------- | --------- | ------------------------ | -------------- |
| Argoncilhe                      |             | Partido Social Democrata | 43,59 / 100,00 |           | Partido Social Democrata | 48,31 / 100,00 |
| Arrifana                        |             | Partido Social Democrata | 38,86 / 100,00 |           | Partido Social Democrata | 31,25 / 100,00 |
| Caldas de São Jorge e Pigeiros  | Não Existia | Não Existia              | Não Existia    |           | Partido Social Democrata | 44,71 / 100,00 |
| Canedo, Vale e Vila Maior       | Não Existia | Não Existia              | Não Existia    |           | Partido Social Democrata | 59,94 / 100,00 |
| Escapães                        |             | Partido Social Democrata | 63,90 / 100,00 |           | Partido Social Democrata | 44,65 / 100,00 |
| Fiães                           |             | Grupo de Cidadãos        | 39,25 / 100,00 |           | Partido Social Democrata | 32,87 / 100,00 |
| Fornos                          |             | Partido Social Democrata | 46,05 / 100,00 |           | Partido Social Democrata | 47,26 / 100,00 |
| Lobão, Gião, Louredo e Guisande | Não Existia | Não Existia              | Não Existia    |           | Partido Social Democrata | 42,90 / 100,00 |
| Lourosa                         |             | Partido Social Democrata | 66,64 / 100,00 |           | Partido Social Democrata | 46,19 / 100,00 |
| Milheirós de Poiares            |             | Partido Socialista       | 53,00 / 100,00 |           | Partido Socialista       | 62,37 / 100,00 |
| Mozelos                         |             | Partido Social Democrata | 51,37 / 100,00 |           | Partido Social Democrata | 39,34 / 100,00 |
| Nogueira da Regedoura           |             | Partido Socialista       | 51,92 / 100,00 |           | Partido Socialista       | 45,75 / 100,00 |
| Paços de Brandão                |             | Partido Social Democrata | 56,80 / 100,00 |           | Partido Social Democrata | 46,01 / 100,00 |
| Rio Meão                        |             | Partido Social Democrata | 62,41 / 100,00 |           | Partido Social Democrata | 74,10 / 100,00 |
| Romariz                         |             | Partido Social Democrata | 56,07 / 100,00 |           | Partido Social Democrata | 48,05 / 100,00 |
| Sanguedo                        |             | Partido Social Democrata | 52,32 / 100,00 |           | Partido Socialista       | 46,33 / 100,00 |
| Santa Maria da Feira            | Não Existia | Não Existia              | Não Existia    |           | Partido Social Democrata | 39,46 / 100,00 |
| Santa Maria de Lamas            |             | Partido Social Democrata | 57,51 / 100,00 |           | Partido Social Democrata | 39,94 / 100,00 |
| São João de Ver                 |             | Partido Socialista       | 58,95 / 100,00 |           | Grupo de Cidadãos        | 39,41 / 100,00 |
| São Miguel do Souto e Mosteirô  | Não Existia | Não Existia              | Não Existia    |           | Partido Socialista       | 41,11 / 100,00 |
| São Paio de Oleiros             |             | Partido Social Democrata | 46,74 / 100,00 |           | Partido Socialista       | 41,36 / 100,00 |